# インスピラシオン
インスピラシオン（スペイン語: Inspiración)とはペリグリーノ・パウロス（Peregrino Paulos）作曲のタンゴ。インスピラシオンとはスペイン語で「霊感」という意味である。

## 概要
1916年の作品。
アニバル・トロイロ楽団とミゲル・カロ楽団が、1942年にそれぞれの編曲でこの曲をヒットさせた。また、フランシスコ・カナロ楽団やファン・ダリエンソ楽団、ホセ・バッソ楽団のレコード録音もある。
後にルイス・ルビステイン（Luis Rubistein）の手になる歌詞も付けられた。リベルタ・ラマルケ歌唱の録音もある
YouTubeにも、いくつかアップロードされている。